# Синибальди, Поль
По́ль Синиба́льди (фр. Paul Sinibaldi; 3 декабря 1921, Монтегроссо — 1 апреля 2018, Гасен) — французский футбольный вратарь; брат футболистов Ноэля и Пьера Синибальди.

## Биография

### Клубная карьера
Синибальди в начале карьеры играл на постоянное основе за «Ним» и «Олимпик Алес».
В 1948 году он перешёл в «Реймс», в котором отыграл восемь сезонов и выиграл три чемпионских титула, а также Кубок Франции в 1950 году. Всего за «красно-белых» сыграл в чемпионате Франции 236 матчей.
В 1956 году перешёл в «Стад Франсе», в котором отыграл один сезон и завершил карьеру в возрасте 35 лет.

### Карьера в сборной
4 июня 1950 года в товарищеском матче со сборной Бельгии сыграл единственную игру за сборную Франции; игра завершилась победой бельгийцев со счётом 4:1.

### Смерть
Скончался 2 апреля 2018 года в Марселе в возрасте 96 лет.

## Достижения
«Реймс»
- Чемпион Франции (3): 1948/1949, 1952/53, 1954/55
- Обладатель Кубка Франции (1): 1949/50